# Messier 18
Messier 18 (auch als NGC 6613 bezeichnet) ist ein etwa 7 mag heller offener Sternhaufen mit einer Winkelausdehnung von 10' im Sternbild Schütze. In ihm finden sich zahlreiche helle, blaue Riesensterne. Sie sind so heiß, dass sie überwiegend im blauen Licht und im nahen Ultravioletten leuchten. M 18 ist rund 4600 Lichtjahre von der Sonne entfernt. Anhand der massereichen blauen Sterne schätzen die Forscher, dass der Sternhaufen rund 30 Millionen Jahre alt ist.
Charles Messier entdeckte den Sternhaufen im Jahr 1764 und verzeichnete ihn in seinem Katalog.